# Argyrolepidia fervida
Argyrolepidia fervida är en fjärilsart som beskrevs av Jordan 1912. Argyrolepidia fervida ingår i släktet Argyrolepidia och familjen nattflyn. Inga underarter finns listade i Catalogue of Life.